# Novaja Usman'
Novaja Usman' (in russo Новая Усмань?) è un villaggio della Russia europea nell'oblast' di Voronež. È il centro amministrativo del rajon Novousmanskij.
Si trova sul fiume Usman' (affluente del Voronež), 8 km a sud-est di Voronež.